# Bouteloua aristidoides
Bouteloua aristidoides är en gräsart som först beskrevs av Carl Sigismund Kunth, och fick sitt nu gällande namn av August Heinrich Rudolf Grisebach. Bouteloua aristidoides ingår i släktet Bouteloua och familjen gräs. Inga underarter finns listade i Catalogue of Life.